# والتر غوردون دونكان
والتر غوردون دونكان (بالإنجليزية: Walter Gordon Duncan)‏ هو مسير أعمال وفلاح وسياسي أسترالي وبريطاني (وحمل سابقاً جنسية المملكة المتحدة لبريطانيا العظمى وأيرلندا)، ولد في 10 مارس 1885 في أستراليا، وتوفي في 27 أغسطس 1963 في أستراليا بسبب سرطان. حزبياً، نشط في Liberal Federation ‏ (16 أكتوبر 1923 – 9 يونيو 1932) وLiberal Union (South Australia) ‏ ( – 16 أكتوبر 1923) وتحالف الليبرالية والريفي (9 يونيو 1932 – ). وقد انتخب President of the South Australian Legislative Council ‏ (20 يوليو 1944 – 3 مارس 1962) وانتخب عضو مجلس جنوب أستراليا التشريعي عن دائرة Midland ‏ وقد انضم خلال فترته النيابية (6 أبريل 1918 – 2 مارس 1962)  للكتلة البرلمانية Liberal Union (South Australia) ‏.